# Óblast de Rostov
L'óblast de Rostov (en rus, Росто́вская о́бласть; transliterat, Rostóvskaia óblast) és un subjecte federal de Rússia.

## Població
Segons el cens rus del 2002, la població era de 4.404.013 habitants, dels quals, 7.507 (0,02%) no van especificar el seu origen ètnic. De la resta, es van identificar com a pertanyents a 157 grups ètnics, inclosos 3.934.835 russos (89%), 118.486 ucraïnesos (2,7%), 109.994 armenis (2,5%), 28.285 turcs (0,64%), 26.604 belarussos (0,6%) i d'altres. També hi ha nombrosos cosacs, grup ètnic rus que, en els darrers anys, ha reclamat reconeixement i autogovern.